# 100 cose da fare prima del liceo
100 cose da fare prima del liceo (100 Things to Do Before High School) è una sitcom statunitense, trasmessa negli Stati Uniti da Nickelodeon a partire dall'11 novembre 2014 con un episodio pilota di un'ora. La trasmissione regolare degli episodi rimanenti è partita dal 30 maggio 2015 al 27 febbraio 2016 sulla stessa rete. In Italia il primo episodio è andato in onda il 21 dicembre 2015 su Nickelodeon e Super!. A partire dal 16 maggio 2022 viene trasmessa anche su Boing.

## Trama
CJ è una ragazza di 12 anni che vuole divertirsi coi suoi amici durante le medie prima di andare al liceo. Insieme passeranno tante avventure stravaganti.

## Episodi
| Stagione       | Episodi | Prima TV USA | Prima TV Italia |
| -------------- | ------- | ------------ | --------------- |
| Prima stagione | 25      | 2014-2016    | 2015-2016       |

## Personaggi
- CJ Martin (Isabela Merced) è una ragazza di 12 anni che crede che la scuola superiore sia meravigliosa come in un musical, e pensa che quelli possano essere i migliori anni della sua vita, fino a quando suo fratello le dice la verità: lei perderà tutti i suoi amici. Per evitare che ciò accada, CJ crea un elenco di cose estreme da fare con i suoi amici. Doppiata da Lucrezia Marricchi.
- Fenwick Frazier (Jaheem Re Toombs) è il primo amico di CJ dall'asilo; è lo studente più intelligente in tutta la scuola e tende ad essere riluttante alle idee di CJ. Tuttavia, rimane fedele ai suoi amici, ed è incline all'avventura. Doppiato da Gabriele Patriarca.
- Christian Powers "Crispo" (Owen Joyner) è un ragazzo di 12 anni che ha promesso di essere il migliore amico di CJ dopo che lei lo ha salvato dal soffocamento da un cavallo giocattolo all'asilo. Durante il primo anno ha avuto un brutto taglio di capelli e l'apparecchio, ma poi grazie a CJ è diventato il ragazzo più cool in tutta la scuola; anche lui rimane leale ai suoi amici. Doppiato da Alessio De Filippis.
- Jack Roberts (Jack De Sena) è il consulente di orientamento scolastico, che spesso aiuta i tre con la loro lista dando loro consigli. Trova spesso delle scappatoie per aiutare CJ. Doppiato da Federico Zanandrea
- Ronbie Martin (Max Ehrich) è il fratello di CJ. Le ha raccontato la verità sulle scuole superiori.
- Preside Hader (Lisa Arch) è la nuova, brusca preside della scuola. Nei primi episodi veniva chiamata dagli studenti Dart Fener e il suo ufficio, costruito sopra il giardino degli alunni della terza, La Morte Nera. Doppiata da Alessandra Karpoff.
- Mindy Minus (Brady Reiter) è la ragazza più popolare della scuola. Ha una cotta per Crispo e cerca sempre di conquistarlo, ma alla fine non ci riesce.
- Professor Henry Slinko (Christopher Neiman) è il professore di scienze della scuola.
- Professor Barboso è il professore di storia della scuola ed ha una voce noiosissima.